# The Smile Has Left Your Eyes
The Smile Has Left Your Eyes (hangul: 하늘에서 내리는 일억개의 별; rr: Haneureseo Naerineun Ireokgaeui Byeol) é uma telenovela sul-coreana exibida pela tvN de 3 de outubro a 22 de novembro de 2018, estrelada por Seo In-guk, Jung So-min e Park Sung-woong. É um remake da série de televisão japonesa Sora Kara Furu Ichioku no Hoshi, criada por Eriko Kitagawa e produzida pela Fuji Television em 2002.

## Enredo
A série gira em torno de Kim Moo-young (Seo In-guk) - um homem complexo e misterioso com um passado esquecido. Ele conhece e se apaixona por Yoo Jin-gang (Jung So-min), e embora sua impressão inicial sobre ele seja bastante negativa, mais tarde ela descobre que Moo young é inocente e está lutando para reconhecer sua vida passada. No entanto, seu irmão mais velho, Yoo Jin-gook (Park Sung-woong), um detetive de homicídios, duvida que Moo-young seja mais sinistro que ele deixa transparecer, alheio ao fato de que ele é a chave para a história entrelaçada de Moo-young e Jin-kang. A situação se torna mais complicada quando Moo-young recupera suas memórias passadas, o que o leva a encontrar a verdade sobre a morte de seu pai e muito mais.

## Elenco

### Elenco principal
- Seo In-guk como Kim Moo-young[6][7]

Assistente de uma microcervejaria artesanal. Ele é indiferente na superfície, mas tem uma inocência infantil.
- Jung So-min como Yoo Jin-kang[8]

Um designer de propaganda que perdeu os pais em um acidente quando era jovem e sofreu diversas dores de crescimento.
- Park Sung-woong como Yoo Jin-gook[9]

O irmão de Yoo Jin-kang, detetive de homicídios há 27 anos.

### Elenco de apoio

#### Pessoas ao redor de Kim Moo-young
- Go Min-si como Im Yoo-ri[10]

Uma menina que Moo-young resgatou de cometer suicídio
- Yoo Jae-myung como Yang Kyung-mo[11]

Um psiquiatra
- Kim Ji-Hyun como Jang Se-ran

#### Pessoas ao redor de Yoo Jin-kang
- Seo Eun-soo como Baek Seung-ah[12]

Filha de uma família rica envolvida no setor de distribuição.
- Do Sang-woo como Jang Woo-sung[13]

O namorado de Baek Seung-ah.

#### Pessoas ao redor de Yoo Jin-gook
- Jang Young-nam as Tak So-jung[14]
- Kwon Soo-hyun as Eom Cho-rong

#### Pessoas da empresa Arts Brewery
- Lee Hong-bin como No Hee-joon[15]
- Min Woo-hyuk como diretor executivo Jung Sang-yoon
- ?? como Mestre da Cerveja / Kil Hyung-joo

#### Delegacia de Won Young
- Choi Byung-mo como Lee Kyung-cheol[16]
- Kim Seo-kyung como Hwang Gun[17]
- ?? como Jo Ki-joo
- Han Sa-myung como Lee Jae-mi[18]

#### Pessoas de Design lux
- Park Min-jung como diretor executivo Hwang[19]
- Lee Ji-min como gerente assistente Im[20]

### Outros
- Han Da-sol[21]

## Produção
A primeira leitura do roteiro ocorreu no início de julho de 2018 em Sangam DDMC, Sangam-dong, Seul.

## Trilha sonora

### Parte 1
| Lançado em 25 de outubro de 2018 |                   |                |         |  |
| N.º                              | Título            | Artista        | Duração |  |
| 1.                               | "Someday"         | Yi Sung-Yol    | 4:26    |  |
| 2.                               | "Someday" (Inst.) |                | 4:26    |  |
| Duração total:                   | Duração total:    | Duração total: | 8:52    |  |

### Parte 2
| Lançado em 8 de novembro de 2018 |                   |                         |         |  |
| N.º                              | Título            | Artista                 | Duração |  |
| 1.                               | "Star (별, 우리)" | Seo In-guk, Jung So-min | 4:15    |  |
| 2.                               | "Star" (Inst.)    |                         | 4:15    |  |
| Duração total:                   | Duração total:    | Duração total:          | 8:30    |  |

### Parte 3
| Lançado em 15 de novembro de 2018 |                |                |         |  |
| N.º                               | Título         | Artista        | Duração |  |
| 1.                                | "Lost"         | Ahn Ji-yeon    | 4:31    |  |
| 2.                                | "Lost" (Inst.) |                | 4:31    |  |
| Duração total:                    | Duração total: | Duração total: | 9:02    |  |

### Parte 4
| Lançado em 22 de novembro de 2018 |                     |                |         |  |
| N.º                               | Título              | Artista        | Duração |  |
| 1.                                | "Moonlight"         | Gu Yoon-hoe    | 3:47    |  |
| 2.                                | "Moonlight" (Inst.) |                | 3:47    |  |
| Duração total:                    | Duração total:      | Duração total: | 7:34    |  |

## Recepção
Na tabela abaixo, os números azuis representam as audiências mais baixas e os números vermelhos representam as audiências mais elevadas.
| 1     | 3 de outubro de 2018   | 3.996% | 4.839% |
| 2     | 4 de outubro de 2018   | 3.212% | 3.717% |
| 3     | 10 de outubro de 2018  | 2.988% | 3.407% |
| 4     | 11 de outubro de 2018  | 3.046% | 3.644% |
| 5     | 17 de outubro de 2018  | 3.410% | 4.064% |
| 6     | 18 de outubro de 2018  | 2.803% | 3.324% |
| 7     | 24 de outubro de 2018  | 2.812% | 3.160% |
| 8     | 25 de outubro de 2018  | 2.661% | 2.902% |
| 9     | 31 de outubro de 2018  | 2.556% | 3.188% |
| 10    | 1 de novembro de 2018  | 2.289% | 2.758% |
| 11    | 7 de novembro de 2018  | 2.693% | 2.945% |
| 12    | 8 de novembro de 2018  | 2.602% | 3.268% |
| 13    | 14 de novembro de 2018 | 2.346% | 2.750% |
| 14    | 15 de novembro de 2018 | 2.387% | 2.999% |
| 15    | 21 de novembro de 2018 | 2.841% | 3.378% |
| 16    | 22 de novembro de 2018 | 3.375% | 4.202% |
| Média | Média                  | 2.876% | 3.409% |

- Este drama foi transmitido por um canal de televisão por assinatura, que normalmente tem um público relativamente menor em comparação com as emissoras de televisão abertas (KBS, SBS, MBC e EBS).